# Artemare
Artemare ist eine französische Gemeinde mit 1141 Einwohnern (Stand 1. Januar 2022) im Département Ain in der Region Auvergne-Rhône-Alpes. Sie gehört zum Wahlkreis Kanton Plateau d’Hauteville im Arrondissement Belley und ist Mitglied im Gemeindeverband Bugey Sud.

## Geographie
Artemare liegt auf 258 m, etwa 13 Kilometer nördlich der Stadt Belley (Luftlinie) und 51 Kilometer südöstlich der Präfektur Bourg-en-Bresse. Das Dorf erstreckt sich im südöstlichen Bugey, im Tal des Séran am Eingang in die Talschaft des Valromey, zwischen den Jurahöhenzügen von Planachat im Westen und Grand Colombier im Osten.
Die Fläche des 3,75 km² großen Gemeindegebiets umfasst einen Abschnitt des Bugey. Der Hauptteil des Gebietes wird von der rund 2 km breiten, flachen Talebene des Séran eingenommen, der von Nordwesten nach Südosten zur Rhone fließt. Westlich des Dorfes tritt der Séran aus einer Felsschlucht aus und fällt mit einem fast 70 m hohen Wasserfall (Cascade de Cerveyrieu) über eine Felswand in das Talbecken von Artemare. Im Bereich von Artemare münden auch die Arvière (auch Groin genannt) und der Dorfbach Yon in den Séran. Im Süden reicht der Gemeindeboden bis an den Rand des Plateaus von Ceyzérieu (bis 320 m), im Westen auf das Plateau de Fierloz (322 m). Nach Norden erstreckt sich das Gemeindeareal über den steilen Hang, welcher zum Valromey überleitet. An diesem Hang wird mit 360 m die höchste Erhebung von Artemare erreicht.
Zu Artemare gehört der Weiler Cerveyrieu (255 m) am Séran nahe dem Wasserfall. Nachbargemeinden von Artemare sind Vieu im Westen und im Norden, Talissieu im Osten, Ceyzérieu und Saint-Martin-de-Bavel im Süden sowie Valromey-sur-Séran im Westen.

## Geschichte
Das Gemeindegebiet von Artemare war bereits während der Römerzeit besiedelt.
Im Mittelalter bildete Artemare eine eigene Herrschaft, die unter der Oberhoheit der Grafen von Savoyen stand. Mit dem Vertrag von Lyon kam das Dorf im Jahre 1601 an Frankreich.

## Bevölkerung
| Jahr                       | 1962 | 1968 | 1975 | 1982 | 1990 | 1999 | 2006 | 2011 | 2020 |
| Einwohner                  | 743  | 838  | 810  | 914  | 961  | 970  | 1074 | 1140 | 1213 |
| Quellen: Cassini und INSEE |      |      |      |      |      |      |      |      |      |

Mit 1141 Einwohnern (Stand 1. Januar 2022) gehört Artemare zu den kleineren Gemeinden des Départements Ain. Nachdem die Einwohnerzahl in der ersten Hälfte des 20. Jahrhunderts deutlich abgenommen hatte, wurde seit Beginn der 1960er Jahre wieder ein kontinuierliches Bevölkerungswachstum verzeichnet. Die Ortsbewohner von Artemare heißen auf Französisch Artemarien(ne)s.

## Sehenswürdigkeiten
Die Pfarrkirche von Artemare wurde um 1830 neu erbaut. Am westlichen Ortseingang steht das Château de Machuraz mit seinem runden Turm; es wurde im 16. Jahrhundert errichtet und im 19. Jahrhundert restauriert. Oberhalb des Dorfes erhebt sich das Château d’Antioche. In Cerveyrieu befindet sich das Maison des dîmes (Zehntscheune), das vor 1572 errichtet wurde und von einem polygonalen Turm flankiert wird. Zu den Natursehenswürdigkeiten gehört die besonders bei Hochwasser eindrucksvolle, rund 70 m hohe Cascade de Cerveyrieu.

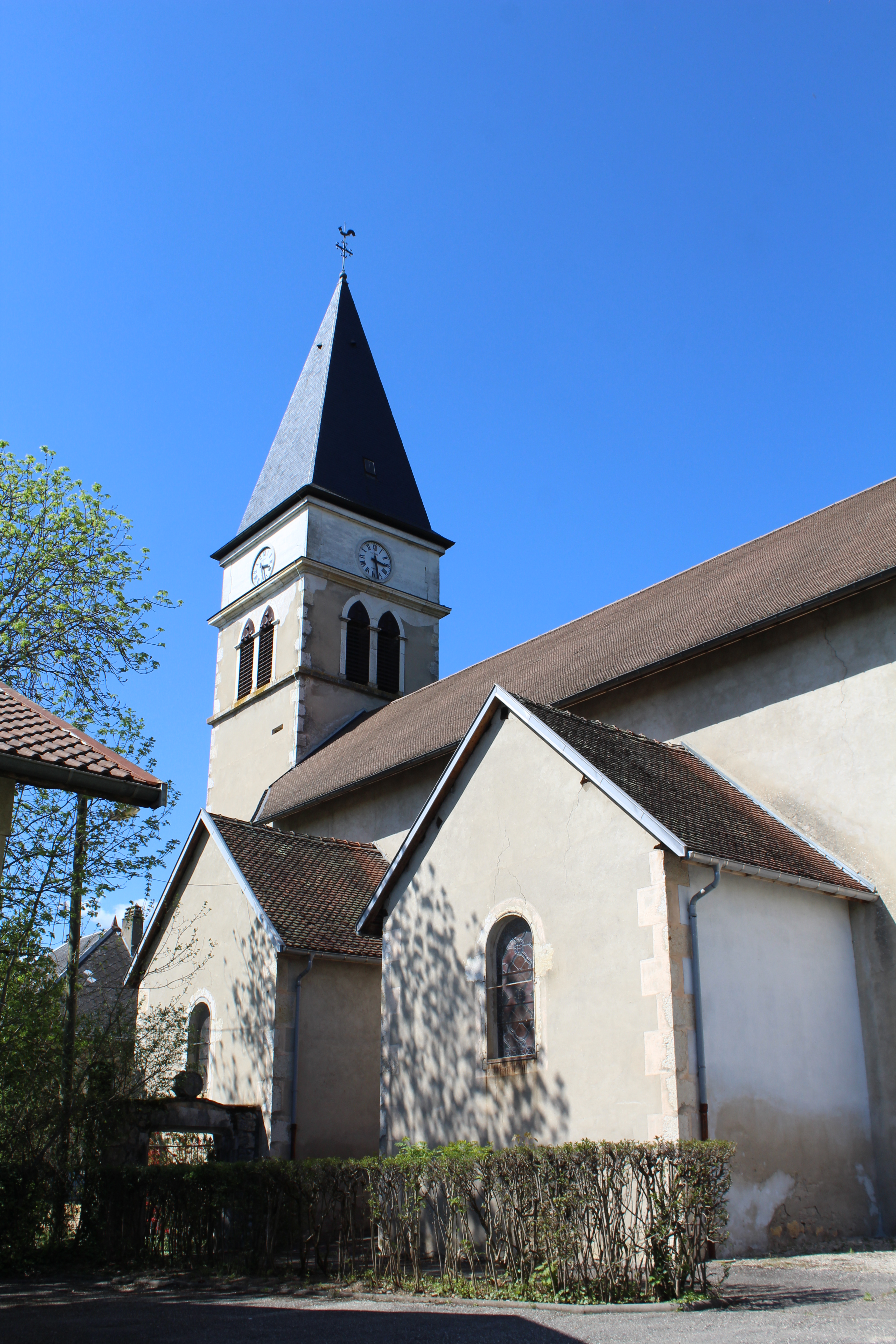
Kirche Saint-Martin
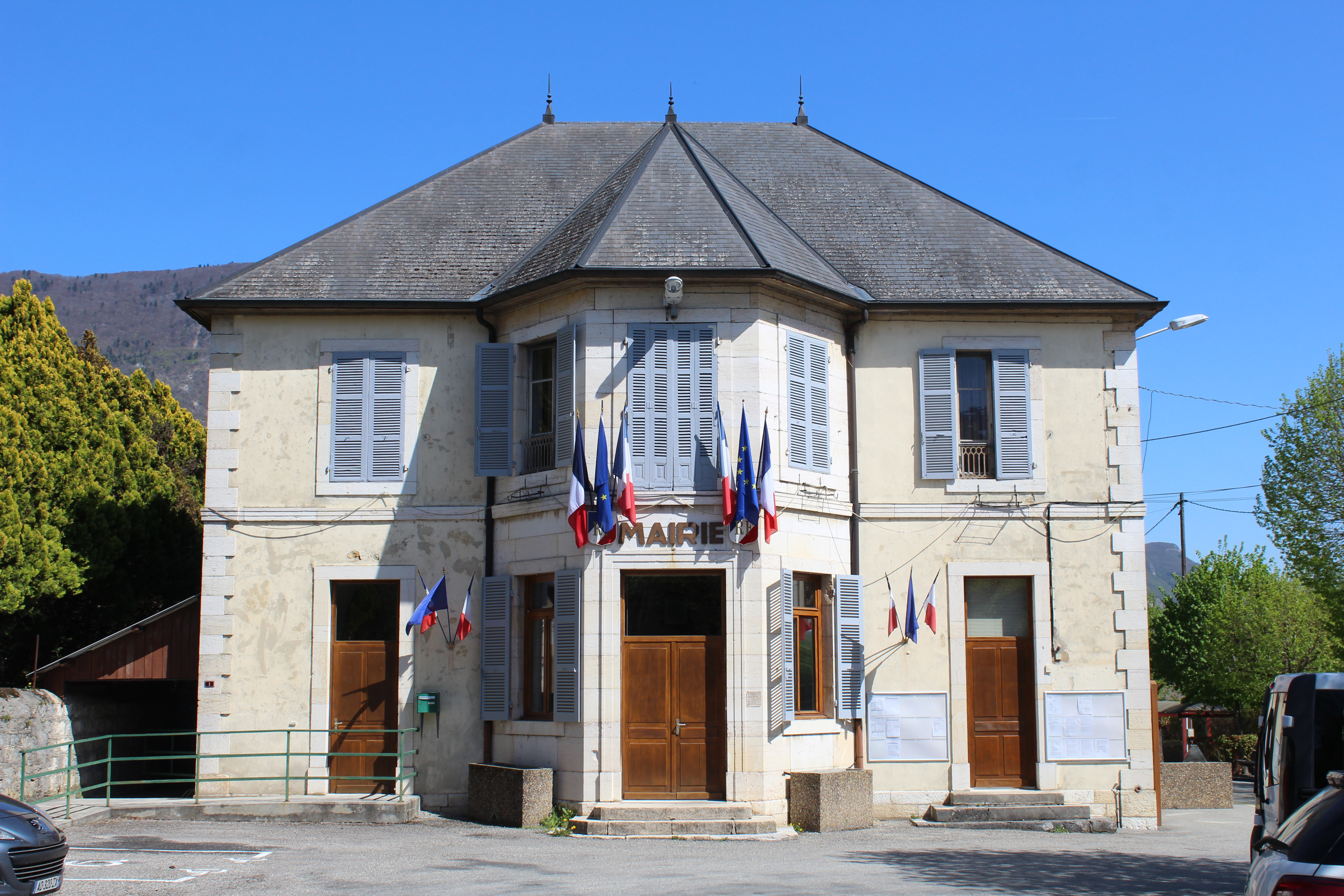
Mairie (Rathaus)
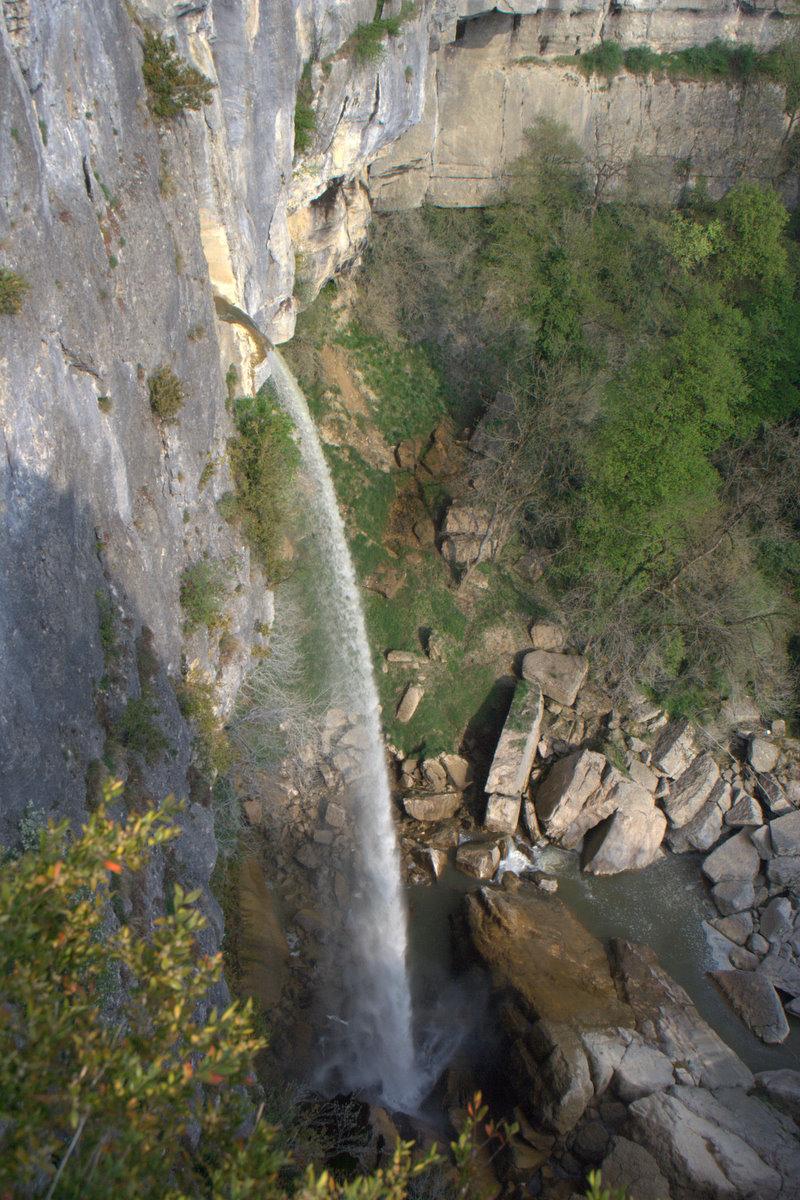
Wasserfall (Cascade de Cerveyrieu)

## Wirtschaft und Infrastruktur
Artemare war bis weit ins 20. Jahrhundert hinein ein vorwiegend durch die Landwirtschaft geprägtes Dorf. Noch heute spielt der Weinbau an den Hängen nördlich von Artemare eine Rolle als Einnahmequelle der Einheimischen. Daneben gibt es einige Betriebe des lokalen Kleingewerbes. Mittlerweile hat sich das Dorf auch zu einer Wohngemeinde gewandelt. Zahlreiche Erwerbstätige sind Pendler, die in den größeren Ortschaften der Umgebung ihrer Arbeit nachgehen.
Die Ortschaft ist verkehrsmäßig recht gut erschlossen. Sie liegt an der Departementsstraße D 1504, die von Ambérieu-en-Bugey nach Aix-les-Bains führt. Weitere Straßenverbindungen bestehen mit Champagne-en-Valromey, Saint-Martin-de-Bavel und Belmont-Luthézieu. Der Bahnhof von Artemare an der Bahnstrecke Lyon–Genève wird dagegen nicht mehr bedient.
In Artemare befinden sich eine staatliche Vorschule (école maternelle), eine Grundschule (école élémentaire) und eine Gesamtschule (collège).